# Edgar Rădulescu

Generalul Edgar Rădulescu.

Edgar Rădulescu (n. 27 decembrie 1890, București – d. 1977) a fost un general român care a luptat în cel de-al doilea război mondial.

## Biografie
Edgar Rădulescu s-a născut la data de 27 decembrie 1890 în orașul București. A luptat în primul război mondial. În perioada 1941-1942 a îndeplinit funcția de prefect de Brăila. În anul 1942 este numit la comanda Diviziei 19 Artilerie și în același an devine comandant al Corpului 2 Artilerie.
A fost decorat la 27 ianuarie 1942 cu Ordinul „Coroana României” în gradul de Comandor.
În perioada 12 aprilie 1943 - 11 ianuarie 1945 a comandat Divizia 11 Infanterie a Armatei Române. A participat la Bătălia din împrejurimile Stalingradului. Prin Decretul Regal nr. 2505/13 septembrie 1943, colonelul Edgar Rădulescu a fost decorat cu Ordinul Mihai Viteazul clasa a III-a.
În anul 1944 divizia comandată de el a luptat pe frontul germano-sovietic ca parte a Grupului de Armate “Ucraina de Sud”. La 3 iulie 1944 a fost decorat cu Ordinul militar german Crucea de Cavaler al Crucii de Fier, ca o recunoaștere a contraatacului local declanșat în iunie 1944 de către divizia sa în orașul Târgu Frumos, împotriva forțelor Armatei Roșii.
După întoarcerea armelor împotriva Germaniei hitleriste, generalul Rădulescu a participat la Campania militară din Ungaria și Cehoslovacia, comandând în perioadele ianuarie-februarie și martie-aprilie 1945 Corpul 2 Armată Român. În mai 1945 a fost inclus de către generalul Nicolae Dăscălescu la comanda Armatei a 4-a. În același an a fost trecut în rezervă.
În august 1969, cu ocazia aniversării a 25 de ani de la Lovitura de stat din 23 august 1944, generalul-maior (noua denumire a gradului de general de brigadă) în retragere Edgar Rădulescu a fost înaintat la gradul de general-locotenent (noua denumire a gradului de general de divizie).

## Lucrări
- Din jurnalul meu de front, Editura Militară, București, 1972

## Decorații
- Ordinul „Steaua României” în gradul de ofițer (8 iunie 1940)[3]
- Ordinul „Coroana României”, în grad de Comandor (27 ianuarie 1942)[1]
- Ordinul Mihai Viteazul cl. III - prin DR2505/13.09.1943 (colonel, comandantul Diviziei 11 infanterie)
- Crucea de Cavaler a Crucii de Fier - 3 iulie 1944

## Vezi și
- Lista militarilor români decorați cu Ordinul Crucea de Fier